# Citizen-band
Pour les articles homonymes, voir CB et Cibi.

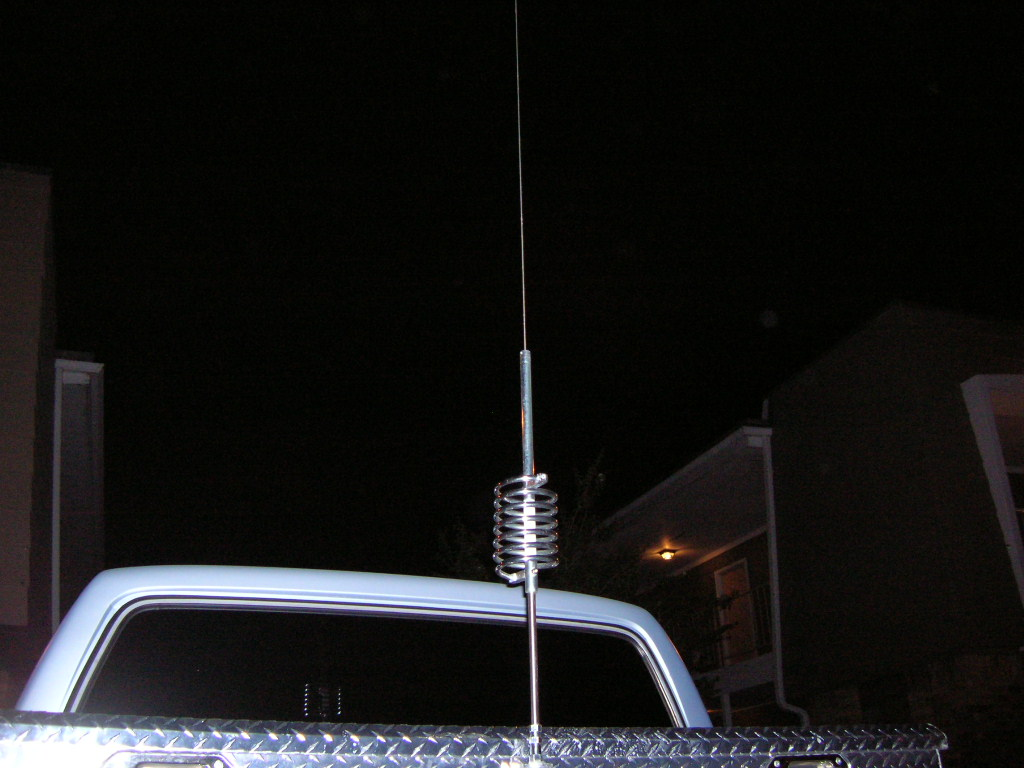
Antenne mobile de CB montée sur un pick-up.

La citizen-band, ou CB (francisation partielle de l'anglais citizens' band, « bande des citoyens », ou citizen's band, « bande du citoyen », peut être orthographié CiBi), est une bande de fréquence HF comportant quarante canaux banalisés, ouverte à tous. En français, le sigle CB se prononce /si.bi/ à l'anglaise. Par métonymie, le mot CB désigne également les émetteurs radio émettant sur la bande CB. Les fréquences utilisées par la CB se situent dans la bande HF autour des 27 MHz, aussi appelée bande des 11 mètres.
Suivant les époques la contrainte pour l'utilisateur a été de respecter la législation en vigueur concernant la citizen-band du lieu d'utilisation.

## Historique

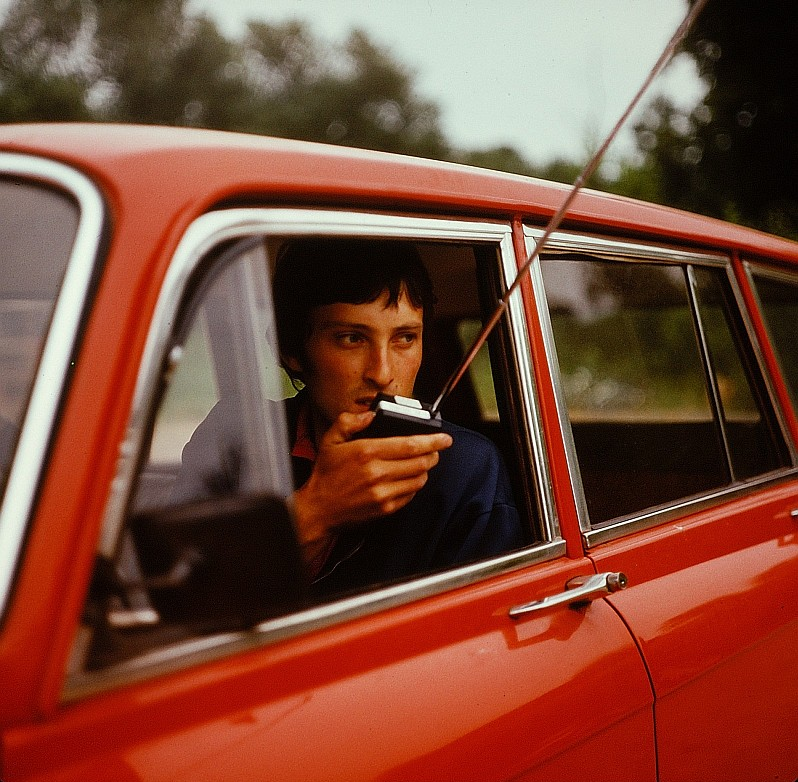
Cibiste et poste CB mobile, année 1970.

En 1947 se déroule la conférence mondiale d'Atlantic City pour répartir les fréquences hertziennes entre les différents utilisateurs :
- la bande s'étendant de 26,957 MHz à 27,283 MHz, reste inutilisable à cause des nombreuses perturbations radioélectriques des applications industrielles, scientifiques et médicales de la fréquence assignée de 27,120 MHz[3] ;
- la conférence mondiale d'Atlantic City recommande dès 1949 :
  - aux services professionnels fixes et mobiles dans le monde d'utiliser la bande 26,100 MHz à 27,500 MHz[4],
  - au service radioamateur d'utiliser la bande 26,960 MHz à 27,230 MHz en Australie, en Nouvelle-Zélande, en Union d'Afrique du Sud dans les territoires sous mandat de l’Afrique du Sud-ouest et en région 2 UIT (qui est l'Amérique et le Groenland)[5],
  - exemple de matériel radioamateur des années 1970 (avec la bande 26,9 à 27,5 MHz)[6].

L'activité citizen-band prit naissance aux États-Unis au milieu des années 1950.
Les premiers cibistes en France sont apparus à l'aube des années 1960 grâce à du matériel radioamateur et professionnel (utilisé alors aux États-Unis, exemple : taxis, ambulances) importé sous le manteau. Ces pionniers étaient pirates et risquaient la prison, confiscation et destruction de leur matériel, ainsi que de lourdes amendes, mais bénéficiaient en pratique d'une large tolérance.
En France le talkie-walkie dans la gamme 27 MHz (en jouet d'une puissance inférieur à 50 mW avec une antenne inférieure à 1,5 mètre) et (pour une puissance de 100 mW avec une taxe) a occupé la bande avec des services professionnels.
La CB connut une forte expansion en France à partir de 1981, avec la libéralisation des ondes (l'apparition des radios libres) durant le gouvernement de Pierre Mauroy.
La pratique de la CB est devenue légale en France depuis 1981. Cette pratique a été strictement limitée dès le début : bande étroite de fréquences (22 canaux autour du canal « 11 ») et mode de transmission exclusif (FM). Dès cette date, l'État délivra une licence d'utilisation, ce qui n'était pas le cas avant, où la détention d'un appareil, si elle était autorisée et imposait un certificat visé par la gendarmerie, n'autorisait pas pour autant son usage.
Depuis, les droits des utilisateurs français ont évolué. Ils peuvent désormais utiliser :
- 40 canaux HF (CB ou PR27) de 10 kHz en analogique FM 4 watts, AM 1 watt et BLU 4 watts crête[9].

- 16 canaux UHF (PMR446) de 12,5 kHz en analogique FM, numérique TDMA (DMR) avec 0,5 watt ou 32 canaux UHF de 6,25 kHz en numérique FDMA (dPMR) avec 0,5 watt.

## Définitions et différences avec le radioamateurisme

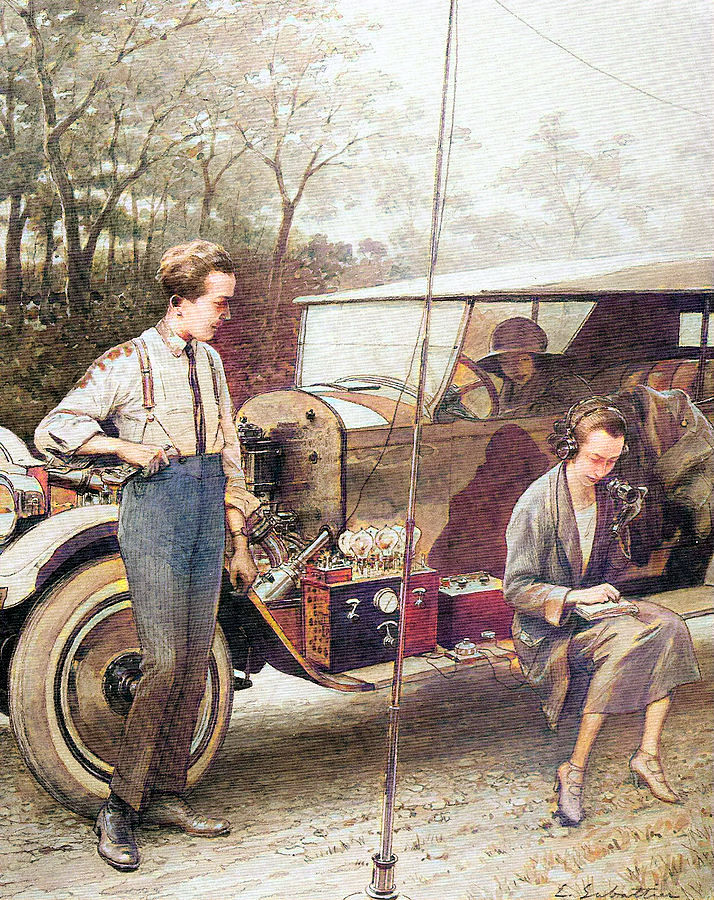
Ensemble émetteur récepteur permettant en cas de panne de demander conseil à un garagiste ; image futuriste année 1923.

À l'inverse de l'activité d'un radioamateur qui consiste en un « service », la CB est un « loisir ». La CEPT, organisme européen chapeautant les services de télécommunications, a refusé d'intégrer la CB comme tel dès 1981.
En effet, tout un chacun, sans passer d'examen ni disposer d'aucune licence, peut acheter un émetteur-récepteur CB, le relier à une antenne et recevoir et émettre autour de la fréquence des 27 MHz.
Cependant, malgré la proximité technique des équipements, l'usage est très différent puisque le cibiste, s'il contacte souvent ses amis, rencontre également par les ondes de nouveaux interlocuteurs de façon très aléatoire, avec qui il va parler « de tout et de rien » car le propos premier est la rencontre ou l'entretien de contacts déjà établis.
Les conversations sont dites publiques a contrario de privées dans la téléphonie (GSM) opérant en full-duplex, dans lequel chacun peut parler en même temps que son interlocuteur, la CB fonctionne comme les équipements du radioamateur : chacun parle à son tour, relâchant la manette de son micro, et passe ainsi du mode émission au mode réception pour écouter l'autre protagoniste parler (push to talk). Les appareils sont en fait des récepteurs complétés d'une partie émetteur.
À l'origine, les postes CB étaient souvent installés dans des véhicules, ce qui est devenu très souvent le cas. Cependant, certaines installations se sont faites en « fixe », au domicile, avec des appareils qualifiés de « bases », plus élaborées, et comportant beaucoup plus d'accessoires : micro sur pied, bruiteur et surtout antenne montée sur le toit de la demeure.
Pour les utilisations piétonnes (randonnées, chantiers…) type talkie-walkie, on lui préfère les appareils PMR446 plus adaptés.

## Caractéristiques techniques

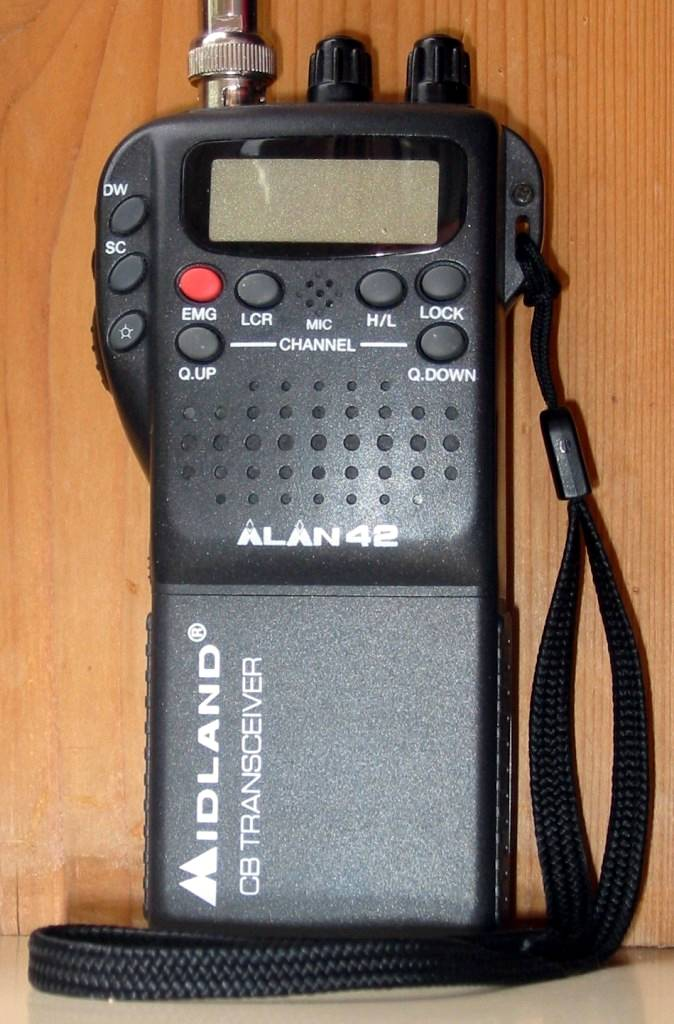
Poste CB portatif.

### Canaux et fréquences
- 40 canaux banalisés, dont les fréquences vont du 26,960 MHz au 27,400 MHz en radiotéléphonie.
- Pas d'incrémentation : 10 kHz (mais décalé d'un demi-pas soit par 5 kHz - dit offset en anglais).
- Puissances : voir « Législation par pays ».
- Sur des modèles récents, pour limiter la gêne venant des communications de tiers, il est possible d'activer, en FM, un système analogique (CTCSS = Continuous Tone Coded Squelch System) ou numérique (DCS = Digital Coded Squelch) mettant automatiquement l'appareil en sourdine lorsqu'aucune communication provenant d'un interlocuteur « ami » n'est établie.

| Canal | Fréquence  | Canalisation | Note |
| ----- | ---------- | ------------ | --- |
| 1     | 26,965 MHz | 10 kHz       | |
| 2     | 26,975 MHz | 10 kHz       | AM/FM ⇒ Camping car, caravanes, campeurs libres motorisés                                                                 |
| 3     | 26,985 MHz | 10 kHz       | AM/FM/USB ⇒ Survie Prévoyance                                                                                             |
| 4     | 27,005 MHz | 10 kHz       | AM/FM ⇒ Activités nautiques                                                                                               |
| 5     | 27,015 MHz | 10 kHz       | AM/FM ⇒ Scouts (convoi)                                                                                                   |
| 6     | 27,025 MHz | 10 kHz       | |
| 7     | 27,035 MHz | 10 kHz       | |
| 8     | 27,055 MHz | 10 kHz       | |
| 9     | 27,065 MHz | 10 kHz       | AM/FM ⇒ Canal d'appel local ⇒ puis dégagement sur un autre canal AM/FM ⇒ Urgence Entraide - Double veille (DW) recommande |
| 10    | 27,075 MHz | 10 kHz       | |
| 11    | 27,085 MHz | 10 kHz       | |
| 12    | 27,105 MHz | 10 kHz       | |
| 13    | 27,115 MHz | 10 kHz       | |
| 14    | 27,125 MHz | 10 kHz       | |
| 15    | 27,135 MHz | 10 kHz       | |
| 16    | 27,155 MHz | 10 kHz       | AM/FM ⇒ Tout terrain (4x4 = 16)                                                                                           |
| 17    | 27,165 MHz | 10 kHz       | |
| 18    | 27,175 MHz | 10 kHz       | |
| 19    | 27,185 MHz | 10 kHz       | AM / FM ⇒ Canal entraide routes                                                                                           |
| 20    | 27,205 MHz | 10 kHz       | |
| 21    | 27,215 MHz | 10 kHz       | |
| 22    | 27,225 MHz | 10 kHz       | |
| 23    | 27,255 MHz | 10 kHz       | |
| 24    | 27,235 MHz | 10 kHz       | |
| 25    | 27,245 MHz | 10 kHz       | |
| 26    | 27,265 MHz | 10 kHz       | |
| 27    | 27,275 MHz | 10 kHz       | AM / FM / BLU ⇒ Canal d'appel des stations distantes en DX.                                                               |
| 28    | 27,285 MHz | 10 kHz       | |
| 29    | 27,295 MHz | 10 kHz       | |
| 30    | 27,305 MHz | 10 kHz       | |
| 31    | 27,315 MHz | 10 kHz       | |
| 32    | 27,325 MHz | 10 kHz       | |
| 33    | 27,335 MHz | 10 kHz       | |
| 34    | 27,345 MHz | 10 kHz       | |
| 35    | 27,355 MHz | 10 kHz       | |
| 36    | 27,365 MHz | 10 kHz       | USB = Survie |
| 37    | 27,375 MHz | 10 kHz       | USB = Prévoyance |
| 38    | 27,385 MHz | 10 kHz       | |
| 39    | 27,395 MHz | 10 kHz       | |
| 40    | 27,405 MHz | 10 kHz       | |

### Canaux intermédiaires non autorisés
L'ancienne norme FCC US des années 60, fixée à 23 canaux AM, avait déclaré réservées au RCRS (Remote Control Radio Service = Modélisme) toutes les fréquences se terminant par 45 et 95, d'où les « trous », et également le 27,235... Le canal 23 se retrouvait donc à 27,255... Lorsque cette même FCC a modifié la norme en 40 canaux AM, il était difficile de réintégrer les trous tout en conservant une cohérence entre les anciens appareils et les nouveaux. Il a donc été décidé de n'inclure dans le nouveau plan de fréquences que les canaux non encore utilisés, soit : 24 = 27,235 ; 25 = 27,245 ; 26 = 27,265 puis chaque canal espacé de 10 Khz jusqu'à 27,405...
Les canaux manquants entre deux canaux existants sont généralement désignés comme suit :
| Canal | Fréquence  | Utilisation connue                       | Canal | Fréquence  | Utilisation connue |
| ----- | ---------- | ---------------------------------------- | ----- | ---------- | ------------------ |
| 3 A   | 26,995 MHz | Commande de porte de garage Bosch        | 7 A   | 27,045 MHz |                    |
| 11 A  | 27,095 MHz | Approvisionnement énergétique Eurobalise | 15 A  | 27,145 MHz |                    |
| 19 A  | 27,195 MHz |                                          |       |            |                    |

Ces canaux ne sont pas autorisés pour l'utilisation radio CB. Ils sont utilisés à d’autres fins, par exemple télécommande, baby phones, claviers et souris sans fil.

### Propagation locale

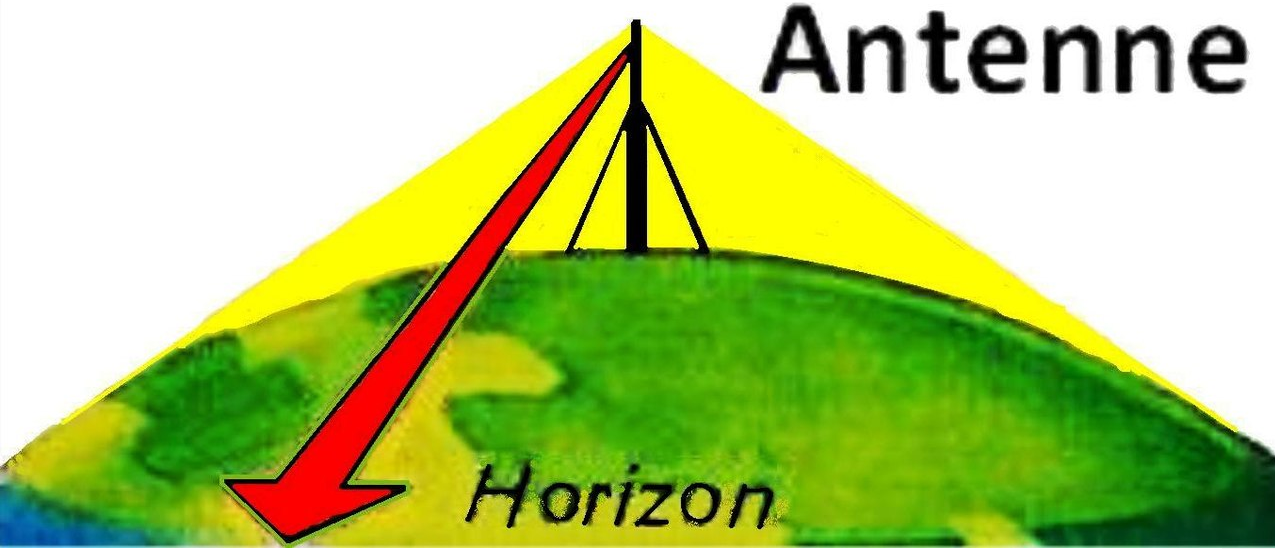
Propagation locale

Cette propagation électromagnétique concerne seulement le mode FM du poste radio CB. C'est dans une zone d'émission/réception directe (quelques dizaines de kilomètres) en partant de l’émetteur 27 MHz. Dans le langage commun, on dit qu'il s'agit d'une propagation "à vue" ou "optique".
- La propagation est comparable à celle d’un rayon lumineux.
- Les grands obstacles sur le sol prennent de l’importance.
- En absence d'obstacles, la portée radio est fonction de la courbure de la terre et de la hauteur des antennes d’émission et de réception selon la formule :

- d est la portée radio en kilomètres (sans obstacles intermédiaires) ;
- h1 est la hauteur de l’antenne d’émission en mètres au-dessus de la hauteur moyenne du sol ;
- h2 est la hauteur de l’antenne de réception en mètres au-dessus de la hauteur moyenne du sol.

Exemple entre deux stations radioélectriques :
- La hauteur de l’antenne d’une station radioélectrique est de 4 mètres au-dessus de la hauteur moyenne du sol.
- La hauteur de l’antenne de l'autre station radioélectrique est de 9 mètres au-dessus de la hauteur moyenne du sol.
- {\displaystyle 21=4,188\times \left({\sqrt {4}}\ +{\sqrt {9}}\right)}
- La distance maximum entre les deux stations radioélectriques est de 21 km (sans obstacles intermédiaires).

Les portées pratiques en onde directe, au-dessus du sol obtenues par le tableau ci-dessous, sont indiquées en kilomètres suivant les hauteurs des antennes d'émission et de réception, la portée correspond à une puissance d'émission de quelques watts sur 27 MHz et pour une réception radioélectrique d'un champ de 4 microvolts par mètre.
| Hauteurs des antennes des stations au-dessus de la hauteur moyenne du sol | Hauteurs des antennes des stations au-dessus de la hauteur moyenne du sol | Distance de la portée | Distance de la portée |
| ------------------------------------------------------------------------- | ------------------------------------------------------------------------- | --------------------- | --------------------- |
| une station                                                               | l'autre station                                                           | en ville, en forêt    | en mer                |
| 1,80 m                                                                    | 1,80 m                                                                    | 3 km                  | 16 km                 |
| 9 m                                                                       | 1,80 m                                                                    | 7 km                  | 30 km                 |
| 9 m                                                                       | 9 m                                                                       | 9 km                  | 40 km                 |
| 180 m                                                                     | 1,80 m                                                                    | 24 km                 | 72 km                 |

### Propagation à grande distance

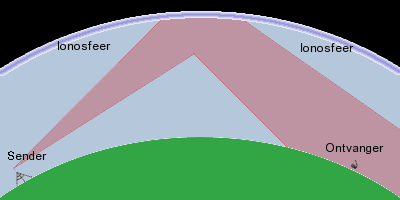
La propagation par onde réfléchie entre ciel et terre.

Cette propagation électromagnétique concerne seulement le mode BLU (ou SSB) du poste radio CB. Il est désigné par les acronymes USB (Upper Side Band) ou LSB (Low Side Band). BLU = USB+LSB.
Dans cette bande on observe des propagations à grande distance.
Durant les heures de bonne propagation des ondes radio, les contacts radio sur de grandes distances peuvent aller jusqu'à plusieurs milliers de kilomètres, quand les conditions requises s'y prêtent.
D'une façon plus générale, on peut définir deux types de propagation :
- une dite « d'été », permettant d'effectuer des contacts en Europe ;
- une dite « d'hiver » permettant d'effectuer des contacts avec d'autres continents.

La propagation des ondes radio est régie quasiment exclusivement entre 6 MHz et 30 MHz par l'activité solaire. En effet, les éruptions solaires ou les taches solaires rendent les couches ionosphériques imperméables aux ondes radio, ce qui permet d'utiliser certaines couches situées aux confins de l'atmosphère comme des « miroirs » pour les ondes radio. De cette manière, les signaux radio pourront franchir des milliers de kilomètres en réalisant plusieurs bonds. L'activité solaire varie du minimum au maximum sur un cycle total d'environ 11 ans, qui provoque du « silence radio » total à la cacophonie où tous les coins du globe sont audibles en même temps.
Il n'est pas rare d'écouter des cibistes sur des fréquences plus basses. 26,285 MHz est une fréquence d'appel internationale.
La fréquence 26,535 MHz, en mode FM, est très prisée des cibistes allemands, de même que le 27,315 MHz, toujours en FM.
Les années de bonne propagation, au début du mois de septembre, on peut aussi écouter les États-Unis avec n'importe quel appareil d'entrée de gamme. Il suffit de tendre l'oreille en se positionnant sur le canal 6 ou bien sur le 26 en AM, on y entend du trafic local qui vient d'outre-Atlantique.

### Antennes pour la CB de proximité
Idéalement, une antenne fouet doit faire 1/4 de longueur d'onde soit 2,75 m. Cela ne pose pas trop de problème sur un toit de maison, mais cela s'avère plus délicat sur un véhicule (en particulier dans les stationnements intérieurs) où elle est généralement raccourcie par une « self » (bobine) à la base avec un câble coaxial de bonne qualité, de régler la longueur de l'antenne de façon à limiter le rapport d'ondes stationnaires (ROS en français - SWR en anglais) à l'aide de l'appareil nommé ROS-mètre, externe ou intégré au poste lui-même.
Si cette valeur ROS est trop élevée, elle fait perdre des performances et augmente les nuisances potentielles auprès des voisins (la réception TV ou radiodiffusion peut être affectée). Les ondes étant mal dispersées, leur puissance mal dissipée peut endommager le transistor de sortie du poste CB et même le détruire et provoquer une panne coûteuse. Le problème de perturbations de la TV de nos jours n'existe plus depuis le passage à la TNT HD Numérique.

## Le DX, pour échanger des QSL sur ses QSO
L'activité qui consiste à rechercher des contacts lointains s'appelle le DX soit deux lettres D= Distance et X inconnue. Les cibistes recherchent les contacts sur un canal d'appel situé sur 27,555 MHz ou 27,455 MHz. Cependant, ces canaux ne font pas partie des 40 canaux légaux de base, mais sont situés dans la zone des canaux « SUP ».
Avec 10 watts et une simple antenne quart d'onde, certains ont contacté plus de 200 pays différents mais souvent ils utilisent des antennes directionnelles (Yagi par exemple) permettant de sélectionner un émetteur lointain.
Une antenne directionnelle peut se révéler très utile pour améliorer grandement la qualité d'une transmission. Les cibistes utilisent généralement des antennes de type Yagi, Cubical Quad, Delta Loop. L'antenne « râteau » pour la réception de la télévision est une antenne Yagi, du nom de son inventeur, un radioamateur japonais.
Ces antennes offrent un gain et une directivité (les signaux latéraux et arrière sont fortement atténués, les signaux de stations face à l'antenne fortement amplifiés).
Ces antennes sont placées sur des mâts haubanés ou sur des pylônes en fonction de leur taille.
Comme elles sont directionnelles, elles sont souvent fixées sur un rotor d'antenne (moteur électrique) qui permet à l'opérateur de la station radio de piloter son antenne depuis sa station.
Lorsqu'un contact lointain est établi, les cibistes échangent souvent des cartes postales de façon à « confirmer » le contact. Ces cartes sont appelées « cartes QSL ».
Beaucoup d'amateurs de DX ont tendance à déborder de la législation en puissance ou fréquence, à leurs risques et périls ! Des puissances allant de quelques dizaines de watts à plusieurs centaines sont parfois utilisées...
Les plus passionnés peuvent se tourner vers le statut de radioamateur, de façon à exploiter des fréquences diverses en toute légalité.

### Canaux CB étendus (non légal, tolérance)
Seule la portion entre les 26,965 MHz et 27,405 MHz (normaux) est autorisée en France.
Les canaux « bis » ne sont accessibles qu'avec un interrupteur de décalage +10 kHz.
Les fréquences au dessus de 28,000 MHz sont dans une bande réservée aux Radioamateurs.
| Canaux | 3xinférieur | 2xinférieur | 1xinférieur | normaux | 1xsupérieur | 2xsupérieur | 3xsupérieur |
| ------ | ----------- | ----------- | ----------- | ------- | ----------- | ----------- | ----------- |
| 1      | 25,615      | 26,065      | 26,515      | 26,965  | 27,415      | 27,865      | 28,315      |
| 2      | 25,625      | 26,075      | 26,525      | 26,975  | 27,425      | 27,875      | 28,325      |
| 3      | 25,635      | 26,085      | 26,535      | 26,985  | 27,435      | 27,885      | 28,335      |
| 3bis   | 25,645      | 26,095      | 26,545      | 26,995  | 27,445      | 27,895      | 28,345      |
| 4      | 25,655      | 26,105      | 26,555      | 27,005  | 27,455      | 27,905      | 28,355      |
| 5      | 25,665      | 26,115      | 26,565      | 27,015  | 27,465      | 27,915      | 28,365      |
| 6      | 25,675      | 26,125      | 26,575      | 27,025  | 27,475      | 27,925      | 28,375      |
| 7      | 25,685      | 26,135      | 26,585      | 27,035  | 27,485      | 27,935      | 28,385      |
| 7bis   | 25,695      | 26,145      | 25,595      | 27,045  | 27,495      | 27,945      | 28,395      |
| 8      | 25,705      | 26,155      | 26,605      | 27,055  | 27,505      | 27,955      | 28,405      |
| 9      | 25,715      | 26,165      | 26,615      | 27,065  | 27,515      | 27,965      | 28,415      |
| 10     | 25,725      | 26,175      | 26,625      | 27,075  | 27,525      | 27,975      | 28,425      |
| 11     | 25,735      | 26,185      | 26,635      | 27,085  | 27,535      | 27,985      | 28,435      |
| 11bis  | 25,745      | 26,195      | 26,645      | 27,095  | 27,545      | 27,995      | 28,445      |
| 12     | 25,755      | 26,205      | 26,655      | 27,105  | 27,555      | 28,005      | 28,455      |
| 13     | 25,765      | 26,215      | 26,665      | 27,115  | 27,565      | 28,015      | 28,465      |
| 14     | 25,775      | 26,225      | 26,675      | 27,125  | 27,575      | 28,025      | 28,475      |
| 15     | 25,785      | 26,235      | 26,685      | 27,135  | 27,585      | 28,035      | 28,485      |
| 15bis  | 25,795      | 26,245      | 26,695      | 27,145  | 27,595      | 28,045      | 28,495      |
| 16     | 25,805      | 26,255      | 26,705      | 27,155  | 27,605      | 28,055      | 28,505      |
| 17     | 25,815      | 26,265      | 26,715      | 27,165  | 27,615      | 28,065      | 28,515      |
| 18     | 25,825      | 26,275      | 26,725      | 27,175  | 27,625      | 28,075      | 28,525      |
| 19     | 25,835      | 26,285      | 26,735      | 27,185  | 27,635      | 28,085      | 28,535      |
| 19bis  | 25,845      | 26,295      | 26,745      | 27,195  | 27,645      | 28,095      | 28,545      |
| 20     | 25,855      | 26,305      | 26,755      | 27,205  | 27,655      | 28,105      | 28,555      |
| 21     | 25,865      | 26,315      | 26,765      | 27,215  | 27,665      | 28,115      | 28,565      |
| 22     | 25,875      | 26,325      | 26,775      | 27,225  | 27,675      | 28,125      | 28,575      |
| 23     | 25,905      | 26,355      | 26,805      | 27,255  | 27,705      | 28,155      | 28,605      |
| 24     | 25,885      | 26,335      | 26,785      | 27,235  | 27,685      | 28,135      | 28,585      |
| 25     | 25,895      | 26,345      | 26,795      | 27,245  | 27,695      | 28,145      | 28,595      |
| 26     | 25,915      | 26,365      | 26,815      | 27,265  | 27,715      | 28,165      | 28,615      |
| 27     | 25,925      | 26,375      | 26,825      | 27,275  | 27,725      | 28,175      | 28,625      |
| 28     | 25,935      | 26,385      | 26,835      | 27,285  | 27,735      | 28,185      | 28,635      |
| 29     | 25,945      | 26,395      | 26,845      | 27,295  | 27,745      | 28,195      | 28,645      |
| 30     | 25,955      | 26,405      | 26,855      | 27,305  | 27,755      | 28,205      | 28,655      |
| 31     | 25,965      | 26,415      | 26,865      | 27,315  | 27,765      | 28,215      | 28,665      |
| 32     | 25,975      | 26,425      | 26,875      | 27,325  | 27,775      | 28,225      | 28,675      |
| 33     | 25,985      | 26,435      | 26,885      | 27,335  | 27,785      | 28,235      | 28,685      |
| 34     | 25,995      | 26,445      | 26,895      | 27,345  | 27,795      | 28,245      | 28,695      |
| 35     | 26,005      | 26,455      | 26,905      | 27,355  | 27,805      | 28,255      | 28,705      |
| 36     | 26,015      | 26,465      | 26,915      | 27,365  | 27,815      | 28,265      | 28,715      |
| 37     | 26,025      | 26,475      | 26,925      | 27,375  | 27,825      | 28,275      | 28,725      |
| 38     | 26,035      | 26,485      | 26,935      | 27,385  | 27,835      | 28,285      | 28,735      |
| 39     | 26,045      | 26,495      | 26,945      | 27,395  | 27,845      | 28,295      | 28,745      |
| 40     | 26,055      | 26,505      | 26,955      | 27,405  | 27,855      | 28,305      | 28,755      |

## Culture CB
Ouverte à tous, la CB présente un style spécifique qui la distingue immédiatement du radioamateurisme dont l'objectif initial est purement, réglementairement restreint aux propos techniques.
Leurs appareils alternant la fonction récepteur puis émetteur, la discipline impose de ne pas parler trop longtemps et de terminer par un mot ou un code particulier permettant de faire comprendre qu'on a fini sa phrase. La difficulté reste à l'intervenant extérieur, voulant se mêler à une conversation déjà commencée, qui doit envoyer un Break! assez bien placé pour être entendu, remarqué pour être accepté.
L'usage fait appel à l'auto-discipline des cibistes qui s'y conforment, ou qui se font rappeler à l'ordre par modération interne des utilisateurs, sans autre autorité.

## Les codes «Q», code chiffre, abréviations
Les utilisateurs aguerris utilisent une version du code Q international, composé d'abréviations de trois lettres. Par exemple « QRO » signifie que le signal est « clair et net », « QRT » prévient « je coupe la communication ».
Le code Q devrait être réservé aux transmissions en code Morse (télégraphie), mais il est souvent utilisé pour les communications « en phonie ». Cependant, la version du code Q utilisée par les cibistes est un peu particulière, et notamment, la signification des abréviations n'est pas exactement la même que chez les radioamateurs.
Les cibistes utilisent également des codes numériques, dont certains sont également utilisés par les radioamateurs. Par exemple :
- 44 : « bonne fête » ; 88, « bonnes bises » ;
- 73 : « amitiés » ;
- 51 : poignée de mains ;
- 144 : polarisation horizontale et par extension « aller au lit » ! ;
- 813 : s'arrêter pour aller boire une boisson ;
- 318 : s'arrêter pour une pause pipi ; par extension, dire qu'on s'arrête pour faire la coupure de conduite obligatoire pour les routiers ;
- 212 : 73 + 51 + 88 = 212 (voir définitions ci-dessus) ; ce nombre était toujours adressé à une YL ou XYL.

Un grand nombre d'autres abréviations sont utilisées, à l'instar des argots par région ou métier. La majorité se rapporte à l'univers de la route :
- Papa 22 : représentant des forces de l'ordre ; ils peuvent être en mobylette si ce sont des motards ; en Belgique, ils peuvent aussi être mentionnés sous la forme de QRM bleu pour la police et QRM rouge pour la gendarmerie, en fonction des bandes colorées sur les véhicules des forces de l'ordre.
- boîte à images ou barbecue : radar de contrôle de vitesse ;
- contrôle pipette : alcootest ;
- les cowboys : les motards de la police ;
- diligence ou panier à salade : fourgon policier ;
- gastro solide : repas ;
- gastro liquide : boisson ;
- mille pattes : routier, semi-remorque ;
- push-pull : voiture ;
- aquarium : bus ou car de tourisme ;
- grand ruban : autoroute ; par opposition, petit ruban désigne la route ordinaire ou l'itinéraire bis ;
- tirelire : barrière de péage ;
- propre : la route est « propre » s'il n'y a ni radars ni papa 22 (ce qui ne veut pas dire qu'on peut foncer car les limitations de vitesse sont tout de même en vigueur) ;
- chauffe-plat ou Tonton : amplificateur de puissance (« Tu as branché ton chauffe-plat ? ») ;
- Disco 22 : voiture de la police ou de la gendarmerie avec gyrophare ;
- Sauterelles : gendarmes cachés au bord de la route ;
- Papillons : auto-stoppeuses ;
- Hi : s'utilise souvent sous la forme << hi 3 fois >> (rires) ;
- Le R.O.S.-mètre (initiales de rapport d'ondes stationnaires) : appareil qui permet de régler correctement l'antenne de l'émetteur CB ; il se place entre la CB et l'antenne.

On trouve également les abréviations OM (Old Men) pour les hommes, YL (Young Ladies) pour les dames et XYL (eX Young Ladies) pour les dames mariées, désignant les utilisateurs et utilisatrices CB par leur genre. Les enfants sont désignés par les termes QRPP (garçon) et QRPPète (fille).

## Législations par pays
La bande de fréquence reconnue sûrement dans tous les pays européens est 40CH FM 4W (EC).

### Allemagne
L'Allemagne autorise la phonie, le Packet radio, la VoIP (système de « CB-Gateway » où une CB couplée à un ordinateur sert de relais et envoie la conversation à travers Internet vers un autre relais, permettant des conversations CB-internet-CB sans limite de distance), et la télévision (SSTV).
Les postes autorisés peuvent correspondre à 2 normes :
– les postes correspondant à la norme européenne CEPT : émissions uniquement en FM limitées à 4 watts sur 40 canaux ;
– les postes répondant aux normes fédérales (D) :
émissions limitées à 1 watt en AM, 4 watts en crête en BLU sur les 40 premiers canaux,
émissions limitées à  4 watt en FM sur les 80 canaux.
Les canaux 1 à 40 sont communs à la norme CEPT et aux normes fédérales.
Les canaux 41 à 80 canaux supplémentaires sont répartis comme suit entre 26,565 MHz et 26,955 MHz (bande « 1 × inf ») :
| Canal | Fréquence  | Canalisation | Note                            |
| ----- | ---------- | ------------ | ------------------------------- |
| 41    | 26,565 MHz | 10 kHz       | Canal pour le Packet Radio      |
| 42    | 26,575 MHz | 10 kHz       | Trafic longue distance          |
| 43    | 26,585 MHz | 10 kHz       |                                 |
| 44    | 26,595 MHz | 10 kHz       |                                 |
| 45    | 26,605 MHz | 10 kHz       |                                 |
| 46    | 26,615 MHz | 10 kHz       |                                 |
| 47    | 26,625 MHz | 10 kHz       |                                 |
| 48    | 26,635 MHz | 10 kHz       |                                 |
| 49    | 26,645 MHz | 10 kHz       |                                 |
| 50    | 26,655 MHz | 10 kHz       |                                 |
| 51    | 26,665 MHz | 10 kHz       | Canal pour la VoIP              |
| 52    | 26,675 MHz | 10 kHz       | Canal pour le Packet Radio      |
| 53    | 26,685 MHz | 10 kHz       | Canal pour le Packet Radio      |
| 54    | 26,695 MHz | 10 kHz       |                                 |
| 55    | 26,705 MHz | 10 kHz       |                                 |
| 56    | 26,715 MHz | 10 kHz       |                                 |
| 57    | 26,725 MHz | 10 kHz       |                                 |
| 58    | 26,735 MHz | 10 kHz       |                                 |
| 59    | 26,745 MHz | 10 kHz       |                                 |
| 60    | 26,755 MHz | 10 kHz       |                                 |
| 61    | 26,765 MHz | 10 kHz       | Canal pour la VoIP              |
| 62    | 26,775 MHz | 10 kHz       |                                 |
| 63    | 26,785 MHz | 10 kHz       |                                 |
| 64    | 26,795 MHz | 10 kHz       |                                 |
| 65    | 26,805 MHz | 10 kHz       |                                 |
| 66    | 26,815 MHz | 10 kHz       |                                 |
| 67    | 26,825 MHz | 10 kHz       |                                 |
| 68    | 26,835 MHz | 10 kHz       |                                 |
| 69    | 26,845 MHz | 10 kHz       |                                 |
| 70    | 26,855 MHz | 10 kHz       |                                 |
| 71    | 26,865 MHz | 10 kHz       |                                 |
| 72    | 26,875 MHz | 10 kHz       |                                 |
| 73    | 26,885 MHz | 10 kHz       |                                 |
| 74    | 26,895 MHz | 10 kHz       |                                 |
| 75    | 26,905 MHz | 10 kHz       |                                 |
| 76    | 26,915 MHz | 10 kHz       | Canal pour la télévision (SSTV) |
| 77    | 26,925 MHz | 10 kHz       | Canal pour le Packet Radio      |
| 78    | 26,935 MHz | 10 kHz       |                                 |
| 79    | 26,945 MHz | 10 kHz       |                                 |
| 80    | 26,955 MHz | 10 kHz       |                                 |

### Belgique
L’utilisation des CB est libre depuis le 1er janvier 2010 pour autant qu’elles répondent aux conditions suivantes :
- soit 40 canaux FM 4 W ;
- soit 40 canaux AM-FM 4 W-SSB 12 W ;
- soit 22 canaux AM-FM-SSB 0,5 W.

Les CB ne répondant pas à ces spécifications (par exemple : CB avec 80 canaux)  sont interdites.
Les antennes à gain ainsi que la transmission de données sont interdites.
Les CB doivent porter la marque CE.
Les émissions se font sur des fréquences partagées avec d’autres utilisateurs et il n’y a aucune garantie de non-perturbation. Pour cette raison, il est déconseillé d’utiliser ces radios pour des applications de sécurité.

### Canada
Les 40 canaux sont utilisés. Le canal 9 est réservé aux appels d'urgence et est officieusement utilisé par les autorités publiques (pompiers, police, ambulances)[réf. nécessaire]. Certains canaux sont utilisés par des localités ou regroupements locaux.
Les modes AM et BLU sont utilisés. Le mode FM est illégal. Les puissances légales sont de 4 watts en AM et de 12 watts de pointe (PEP) en BLU.
Au Canada, province de Québec, le canal 10 est utilisé par les routiers francophones. En Ontario et aux États-Unis, les francophones utilisent souvent le 12. Au Nouveau-Brunswick, les francos utilisent le 10 et le 5, ce dernier surtout par les Acadiens. Plusieurs autres canaux sont aussi utilisés par les francos dans diverses régions, par exemple, le 31 dans le nord ontarien et à Ottawa. Les canaux correspondants aux numéros de routes sont aussi souvent utilisés (ex. : le 25 sur la 25). En général, les routiers anglophones utilisent le 19 de l'Alberta à Montréal. À l'est de Montréal les anglos sont sur le 1. De même, sur la côte ouest, c'est le 1 à partir de Kamloops/Kelowna jusqu'à Vancouver. Entre Kamloops/Kelowna et la frontière de l'Alberta c'est le 1 ou le 19.
Dans la moitié nord de la Colombie-Britannique et au Yukon, les routiers utilisent des radios VHF, fréquence 154,100 MHz (Ladd-1), moitié nord de l'Alberta (Edmonton) et dans les Territoires du Nord-Ouest c'est 158,940 MHz (Ladd-2); le CB est pratiquement inutile dans ces régions.
Depuis le 15 juillet 2011, le canal 16 (4 × 4 = 16) est maintenant utilisé par la communauté 4 × 4 hors route au Québec, et ce, autant en sentier que dans leurs déplacements quotidiens (MOD4x4).

### États-Unis
Aux États-Unis, pas de licence, il suffit d'utiliser un matériel certifié par le F.C.C, dans la bande des 26,965 MHz à 27,405 MHz.
Le trafic est strictement réservé à la voix, la puissance limitée à 4 W en AM.
Les antennes sont limitées en hauteur (60 pieds à peu près 20 m).

### France
Les postes autorisés peuvent correspondre à deux normes :
- les postes correspondant à la norme européenne CEPT : émissions uniquement en FM limitées à 4 watts sur 40 canaux ;
- les postes répondant aux normes Arcep : 4 watts en FM, 1 watt en AM et 4 watts crête en BLU sur 40 canaux[11].

Les canaux utilisables vont de 26,965 MHz à 27,405 MHz avec une puissance maximum de 4 W en crête. Les modulations autorisées sont l'AM (modulation d'amplitude), FM (modulation de fréquence) et BLU (bande latérale unique). Dans ces conditions, la portée peut atteindre 50 km en moyenne (avec antenne fixe).
La CB est réservée au trafic en radiotéléphonie. Le morse, les données et la télévision y sont interdits.
Dans la norme CEPT et dans la norme de l'ARCEP les canaux sont harmonisés.
Tous les postes CB vendus en France sont sous la norme américaine FCC et EC pour être conformes en Europe.
En France, il existe plusieurs fédérations CB :
- la Fédération Française pour l'Union de la Citizen-Band (F.F.U.C.B.) ;
- la Fédération Française de la Citizen-Band Libre/Service Emergency Radio (F.F.C.B.L./S.E.R.).

En 1998, une équipe ECBF (European Citizen Band Federation) engage la réalisation d’une norme ETS 300135 pour la FM et ETS 300433 pour la SSB dans le groupe ECBF à ETSI.
En 2000, l’ETS est publiée mais ETSI préconise d’autres contraintes pour en faire une norme européenne de CB. Edgard Rosello (ingénieur des méthodes), président de UCAS et vice-président de la FFUCB, devient secrétaire général de ECBF et crée le groupe TG17W5 à l’Etsi, O. Espallargas est vice-président et Michel Fabri (ingénieur électronique). A. Bertana supervise et dépose un brevet sur le squelch automatique. Cette équipe sera à l’origine de la publication des normes :
- TG17-001 ES 202 127 TB Radio frequency amplifiers and pre-amplifiers used for broadcast TV and sound reception from 47 MHz to 860 MHz ;
- TG17-002 ES 202 056 Active antenna systems used for broadcast TV and sound reception from 47 MHz to 860 Mhz ; publiées à Etsi, ces normes viendront renforcer la publication en enquête publique en 2009 des normes sur la CB en AM et en FM.

En 2010, 29e assemblée générale de la FFUCB à Médis. EN 300433 et EN 30135 en 4 watts AM et 12 watts SSB sont adoptés avec une recommandation de la DGTP.
En 2011, 30e assemblée générale de la FFUCB à Médis. EN 300433 et EN 30135 en 4 watts AM et 12 watts SSB entrent en vigueur le 24 juin 2011 mais la date du 1er octobre est préférée pour la mise en œuvre de cette présente décision ECC.(CEPT). Rappelons que les normes EN 300433 et EN 300135 ont été homologuées comme normes françaises en 4 watts AM et 12 watts SSB PAR, AFNOR.
Texte F.F.U.C.B certifié et modifié le 1er janvier 2016 par Mr Renaud Poitier trésorier membre du directoire F.F.U.C.B/F.F.O.D.R/G.R.F.I.

### Royaume-Uni
L'utilisation de postes CB mobiles ou fixes est assujettie à l'obtention d'une licence auprès du Secretary of State for Trade and Industry. Elle coûte 15 £ par an.
- La réglementation (MPT 1382 de décembre 1997) autorise deux bandes de fréquences :
  - la bande européenne CEPT (EC) : 26,965 MHz - 27,405 MHz ;
  - la bande Royaume-Uni (UK) : 27,601 25 MHz - 27,991 25 MHz. 27,781 25 MHz fait office de « canal d'appel ».
- 4 watts en FM sur la bande UK et CEPT.
- 4 watts en AM et 12 watts en BLU sur la bande CEPT.

| Canal | Fréquence    | Canalisation | Note                         |
| ----- | ------------ | ------------ | ---------------------------- |
| 1     | 27,60125 MHz | 10 kHz       |                              |
| 2     | 27,61125 MHz | 10 kHz       |                              |
| 3     | 27,62125 MHz | 10 kHz       |                              |
| 4     | 27,63125 MHz | 10 kHz       |                              |
| 5     | 27,64125 MHz | 10 kHz       |                              |
| 6     | 27,65125 MHz | 10 kHz       |                              |
| 7     | 27,66125 MHz | 10 kHz       |                              |
| 8     | 27,67125 MHz | 10 kHz       |                              |
| 9     | 27,68125 MHz | 10 kHz       | AM ⇒ Urgence UK              |
| 10    | 27,69125 MHz | 10 kHz       |                              |
| 11    | 27,70125 MHz | 10 kHz       |                              |
| 12    | 27,71125 MHz | 10 kHz       |                              |
| 13    | 27,72125 MHz | 10 kHz       |                              |
| 14    | 27,73125 MHz | 10 kHz       | AM ⇒ Canal d'appel UK        |
| 15    | 27,74125 MHz | 10 kHz       |                              |
| 16    | 27,75125 MHz | 10 kHz       |                              |
| 17    | 27,76125 MHz | 10 kHz       |                              |
| 18    | 27,77125 MHz | 10 kHz       |                              |
| 19    | 27,78125 MHz | 10 kHz       | AM ⇒ Canal d'appel routes UK |
| 20    | 27,79125 MHz | 10 kHz       |                              |
| 21    | 27,80125 MHz | 10 kHz       |                              |
| 22    | 27,81125 MHz | 10 kHz       |                              |
| 23    | 27,82125 MHz | 10 kHz       |                              |
| 24    | 27,83125 MHz | 10 kHz       |                              |
| 25    | 27,84125 MHz | 10 kHz       |                              |
| 26    | 27,85125 MHz | 10 kHz       |                              |
| 27    | 27,86125 MHz | 10 kHz       |                              |
| 28    | 27,87125 MHz | 10 kHz       |                              |
| 29    | 27,88125 MHz | 10 kHz       |                              |
| 30    | 27,89125 MHz | 10 kHz       |                              |
| 31    | 27,90125 MHz | 10 kHz       |                              |
| 32    | 27,91125 MHz | 10 kHz       |                              |
| 33    | 27,92125 MHz | 10 kHz       |                              |
| 34    | 27,93125 MHz | 10 kHz       |                              |
| 35    | 27,94125 MHz | 10 kHz       |                              |
| 36    | 27,95125 MHz | 10 kHz       |                              |
| 37    | 27,96125 MHz | 10 kHz       |                              |
| 38    | 27,97125 MHz | 10 kHz       |                              |
| 39    | 27,98125 MHz | 10 kHz       |                              |
| 40    | 27,99125 MHz | 10 kHz       |                              |

Le site des associations de cibistes britanniques : British Citizens' Band Confederation.
Depuis décembre 2002, le Packet radio est légal sur cette bande, mais est réservé au protocole AX.25, sans nodes, digipeaters ou courrier.

### Suisse
SR 784.103.12/1.1 (40 FM / 4 watts CEPT ETSI 300135) SR 784.103.12/1.2 (40 AM / 1 watt - 40 SSB / 4 watts CEPT ETSI 300443).
La puissance d'émission et les fréquences de votre appareil de radiocommunication doivent répondre aux prescriptions suisses. Sont actuellement admis les appareils à 40 canaux, dont la puissance d'émission est limitée :
- en modulation de fréquence FM exclusivement : 4 watts ;
- en modulation AM : 4 watts ;
- en modulation SSB : 12 watts.

Liste des fréquences 27 MHz autorisées pour la CB en Suisse :
- 26,965 Canal d'appel FM pour la Suisse romande et pour l'Europe germanophone ;
- 27,005 Canal d'appel FM pour la Suisse romande ;
- 27,065 Canal d'urgence AM international, canal d'appel AM pour la Suisse allemande ;
- 27,155 Canal d'appel USB (LSB) Suisse ;
- 27,185 Canal des routiers (Euro-Trucker) AM, FM ;
- 27,205 Transmission de données (Suisse), AM, FM, SSB ;
- 27,215 Transmission de données (Suisse), AM, FM, SSB ;
- 27,225 Transmission de données (Suisse), AM, FM, SSB ;
- 27,255 Transmission de données (Suisse), FM ;
- 27,235 Packet Radio CH et D en FM (seulement pour QSO) ;
- 27,245 Packet Radio CH et D en FM ;
- 27,405 Canal d'appel FM pour la Suisse allemande et les zones limitrophes D + A.

Concession de radiocommunication à usage général
À partir du 1er janvier 2013 les bandes de fréquences 26,960 à 27,410 MHz pourront être exploitées en Suisse sans concession. Avec l'exemption de l'obligation de concession, l'attribution et l'enregistrement des indicatifs d'appel par les autorités concédantes disparaissent. Le protocole de radiocommunication de données (Packet-Radio) exige par contre un indicatif à six chiffres issu de la série valable pour la Suisse au niveau international.
Art. 40 OGC Concession de radiocommunication à usage général
La concession de radiocommunication à usage général autorise son titulaire à participer à la radiotéléphonie et à la radiocommunication de données à courte distance avec trois installations de radiocommunication à usage général au plus.
Art. 41 OGC Bandes de fréquences
Les radiocommunications à usage général disposent de fréquences dans la bande des 27 MHz.
Art. 42 OGC Utilisation des installations de radiocommunication :
1. Dans la bande des 27 MHz, le concessionnaire peut utiliser une installation de radiocommunication, dotée en série d’une prise pour une antenne externe, avec n’importe quelle antenne adaptée à la bande de fréquences en question ;
2. Il n’a pas le droit d’utiliser un appareil permettant d’augmenter la puissance rayonnée à l’antenne ;
3. Il n'a pas le droit d’utiliser une installation de radiocommunication pour transmettre de la musique ou des programmes radiophoniques ;
4. Lorsqu’une installation de radiocommunication est mise en place ou exploitée, le concessionnaire et les tiers autorisés en vertu de l’art. 11 doivent se munir de l’acte de concession ou d’une attestation délivrée par l’autorité concédante.